# NGC 802
NGC 802 é uma galáxia espiral barrada (SB0-a) localizada na direcção da constelação de Hydrus. Possui uma declinação de -67° 52' 13" e uma ascensão recta de 1 horas, 59 minutos e 06,1 segundos.
A galáxia NGC 802 foi descoberta em 2 de Novembro de 1834 por John Herschel.